# Nhà thờ thánh Michael Archangel, Smolnik
Nhà thờ thánh Michael Archangel ở Smolnik - một nhà thờ bằng gỗ theo kiến trúc Gôthic nằm ở làng Smolnik từ thế kỷ thứ mười tám, cùng với các tserkvas khác nhau được công nhận là một phần của Nhà thờ gỗ Tserkvas trên dãy Karpat ở Ba Lan và Ukraina của UNESCO.

## Lịch sử
Tài liệu tham khảo đầu tiên về sự tồn tại của một tserkva do Giáo hội Chính thống Đông phương ở Smolnik xuất phát từ một đơn đăng ký năm 1589 bởi Sanok Land. Người ta cho rằng tserkva bằng gỗ được xây dựng vào đầu làng, vào năm 1530. Tserkva rất có thể đã bị phá hủy bởi hỏa hoạn hoặc lũ lụt. Tserkva của Giáo hội Chính thống Đông phương thứ hai trong làng được xây dựng nên vào năm 1602, với linh mục giáo xứ là Jan Hryniewiecki. Các tserkva bị đốt cháy vào tháng 10 năm 1672, rất có thể là do cuộc xâm lược của người Tatar. Sau năm 1672, một tserkva khác được mọc lên ở một địa điểm khác để tăng khả năng phòng thủ khỏi các cuộc xâm lược. Kể từ năm 1697, hiệp ước Uniate được thi hành tại giáo xứ Smolnik. Tserkva thứ tư được xây dựng trong làng được hoàn thành vào ngày 1 tháng 8 năm 1791. Chuyên đề đầu tiên của tserkva được thực hiện vào năm 1921, phần lớn được tài trợ bởi giáo xứ. Các ván lợp gỗ mái đã được thay thế bằng thiếc và biểu tượng cải tạo. Sự liên kết của tserkva là với Giáo hội Công giáo Hy Lạp Ucraina cho đến năm 1951 (khi là một phần của cuộc trao đổi lãnh thổ của Liên Xô Ba Lan năm 1951, Smolnik đã được trả lại cho Ba Lan và dân chúng của khu vực chuyển đến Liên Xô. Các bộ phận bên trong của tserkva đã được chuyển đến Łańcut. Năm 1974, tserkva được chuyển đến giáo xứ Công giáo La Mã. Tserkva đã trải qua một cuộc cải tạo lớn giữa năm 2004 và 2005.